# Sous-préfecture de Vila Prudente
La sous-préfecture de Vila Prudente est l'une des 32 sous-préfectures de la municipalité de São Paulo. Elle comprend deux districts : Vila Prudente et São Lucas, qui représentent ensemble une superficie de 33,3 km² et habités par plus de 232 000 personnes. Cet sous-préfecture est régie par la loi n° 13 999 du 1er août 2002.
Le projet de loi 571/2005, rédigé par l'homme politique Chico Macena est en cours d'examen par le conseil municipal de São Paulo qui entend changer le nom de cette unité en "Sous-préfecture de Vila Prudente - São Lucas".
Le 24 janvier 2015, Sapopemba gagne sa propre sous-préfecture, ne faisant plus partie de l'administration de la sous-préfecture de Vila Prudente. La sous-préfecture de Sapopemba a été créée par la loi 15 764, sanctionnée par le maire de l'époque Fernando Haddad en mai 2013. La nouvelle sous-préfecture était prévue dans le plan cible 2013-2016,.

## Sous-préfets
- Nelson Evangelista - de 2005 à 2006
- Felipe Sartori Sigollo - de 2007 à 2008
- Wilson Pedroso - de 2009 à 2011
- Roberto Alves dos Santos - 2012
- Marcello Rinaldi - de juillet 2014 à 2016
- Jorge Farid Boulos - juillet 2017
- Guilherme Brito - 18 août 2017

## Galerie

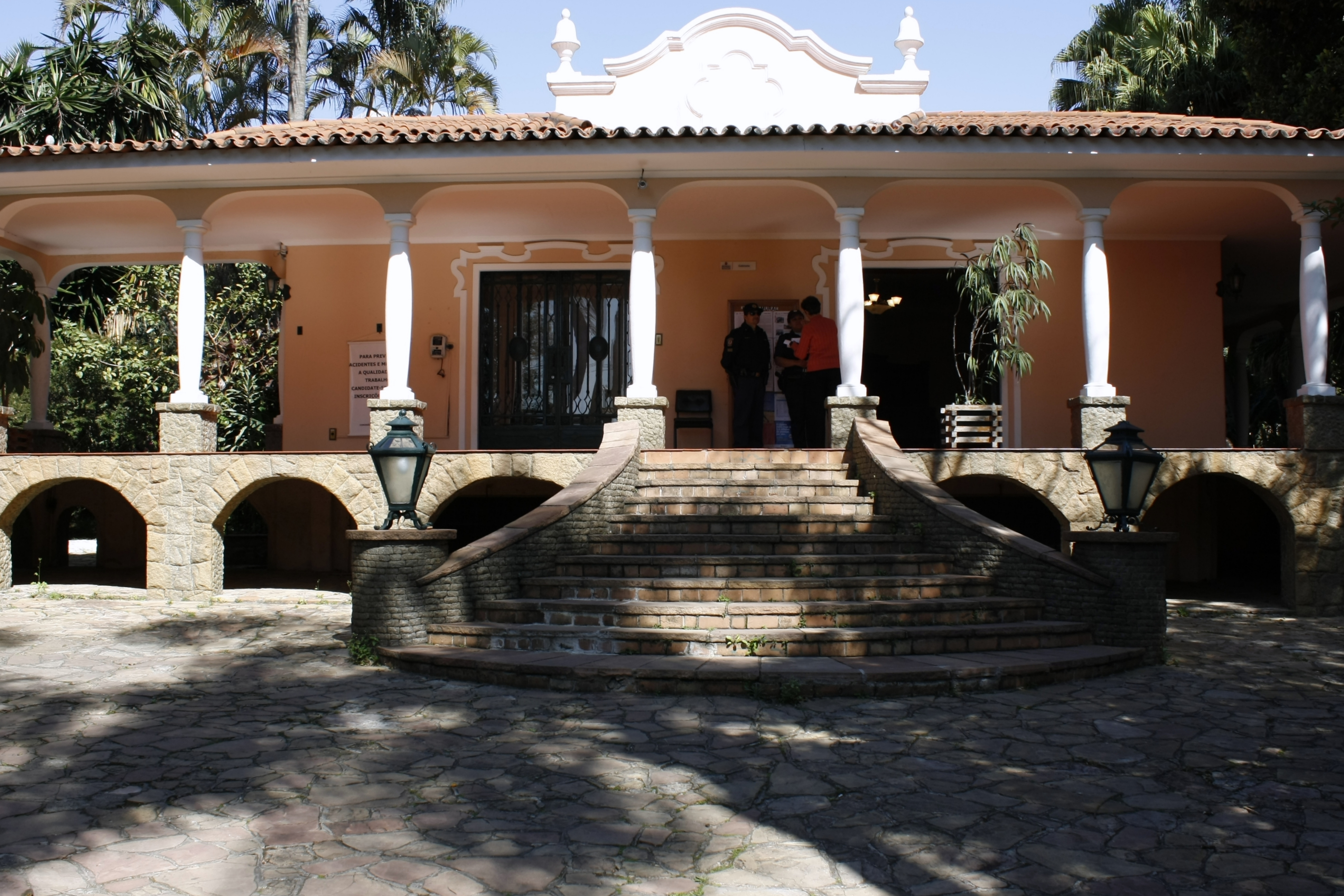
Façade intérieure de la sous-préfecture de Vila Prudente.